# Gerlach (imię)
Gerlach – imię męskie pochodzenia germańskiego powstałe w wyniku połączenia dwóch wyrazów st.-w.-niem. gër „oszczep, włócznia” oraz walh lub lach;  lāh od nm. löcken, Celt wojownik miotający oszczepem z ostrym żelaznym grotem (por. Germanik), członek plemienia.
Na gruncie języków narodowych pojawiają się różne formy tego imienia łac. Gerlacus, Gierlach, Gorlois, Gerlak, Gerlacus, Geerlach, Gerlachus, Geerlag, itd. 
Jedno z 200 najpopularniejszych nazwisk odimiennych w Niemczech i Austrii. Najwięcej nosicieli tej nazwy osobowej występuje w regionie gór Harzu.  
W dokumentach polskich imię znane od połowy XIII wieku Gerlacus – notarius duci 1243.   
Nazwiska odimienne derywowane od imienia Gerlach, Gierlach, Gerlak występują w przeważającej większości w całym pasie południowej Polski.  
Imieniny obchodzi 11 października.

## Imiennicy
- św. Gerlach –  święty kościoła katolickiego, rycerz krzyżowy, później holenderski pustelnik (1177)
- Gorlois –  legendarny książę lub król Kornwalii
- Gerlacus Moes